# Эшпай, Яков Андреевич
Я́ков Андре́евич Эшпа́й (фамилия при рождении — Ишпайкин; 18 [30] октября 1890, Кокшамары — 20 февраля 1963, Москва) — советский марийский композитор, музыковед-фольклорист, хормейстер и педагог.

## Биография
Родился в 1890 году в деревне Кокшамары (ныне — Звениговский район Республики Марий Эл), расположенной у впадения Кокшаги в Волгу. Мари. Заслуженный деятель искусств Марийской АССР (1941). Отец композитора Андрея Яковлевича Эшпая, дед кинорежиссёра Андрея Эшпая-мл.. Супруга — Валентина Константиновна Тогаева (1897—1982), уроженка села Акулево, Чебоксарского уезда, сестра композитора Анатолия Тогаева, учительница русского языка и литературы, знаток, любительница и исполнительница народных песен.
Был создателем первых марийских инструментальных произведений для симфонического, духового оркестров, оркестра народных инструментов, для скрипки и фортепиано, большого числа сольных и хоровых вокальных сочинений. Записал и обработал более 500 народных мелодий. В 1920 году вместе с двоюродным братом И. С. Палантаем (Ключниковым) и В. М. Васильевым участвовал в экспедиции по сбору и записи песен горных мари. Кандидат искусствоведения (1946).
Награждён орденами Красной Звезды (1946) и Знак Почёта (1951), двумя медалями.
Похоронен на Введенском кладбище (17 уч.).

## Память
- На родине Эшпая, в селе Кокшамары, установлена мемориальная доска, колхоз имени Якова Эшпая (1992—2003), дом-музей (1998), бюст (2010).
- В Йошкар-Оле его имя носит одна из центральных улиц (с 1964) и Марийская государственная филармония (с 1990).
- В Козьмодемьянске дворец культуры имени Якова Эшпая.
- Улица в деревне Игисола Куженерского района.
- Улица в селе Азаново Медведевского района.

## Интересные факты
В фильме Песнь о счастье (СССР, 1934 г.) прототипом главного героя Кавырли являлся Я. Эшпай.